# جيرار (جورجيا)
جيرار (بالإنجليزية: Girard, Georgia)‏ هي بلدة تقع في مقاطعة بورك، جورجيا بولاية جورجيا في الولايات المتحدة. تبلغ مساحتها 8.3 (كم²)، وترتفع عن سطح البحر 73 م، بلغ عدد سكانها 156 نسمة في عام 2010 حسب إحصاء مكتب تعداد الولايات المتحدة وتصل الكثافة السكانية فيها 19.1 نسمة/كم2.

## وصلات خارجية
- The US50 - Cities and Towns in Georgia State
- Georgia Cities and Towns, Facts, Map, Flag, Colleges, Government, and More